# Ophryotrocha robusta
Ophryotrocha robusta är en ringmaskart som beskrevs av Paxton och Åkesson 20. Ophryotrocha robusta ingår i släktet Ophryotrocha och familjen Dorvilleidae. Inga underarter finns listade i Catalogue of Life.